# Microleroides chinensis
Microleroides chinensis är en skalbaggsart som beskrevs av Stefan von Breuning 1956. Microleroides chinensis ingår i släktet Microleroides och familjen långhorningar. Inga underarter finns listade i Catalogue of Life.